# 郵便書簡
郵便書簡（ゆうびんしょかん）は日本郵便が提供している郵便商品のひとつで、郵便ステーショナリーの一種。ミニレターの愛称がある。

## 概要
郵便書簡は封筒兼用便箋で郵便制度上は第一種郵便物である。内側となる便箋部分に通信文を記入した後、折り畳んで封をすることで、封筒となる。大きさは折り畳まずに広げた状態だと縦20.1cm、横27.7cmである。折り畳んで封筒の状態にすると縦16.5cm、横9.2cmとなる。便箋部分ははがきの約3倍のスペースである。
料金は85円（2024年10月1日改定）。2014年4月1日改定で60円から62円となり、2017年6月1日の料金改定では据え置かれ、第二種郵便物である通常はがきの料金と同額になった。その後、2019年10月1日の改定では通常はがきと同様に63円となった。
厚さ制限は1cm・重量制限は25gで、これを超えない範囲で内容品を封入できる。宛先を書く表面には料額印面が印刷されており、その料額印面の額で販売されていて、封をしたらそのまま差し出すことができる。厚さや重量の制限を超えると定形外郵便物として扱われる。2024年9月30日までは厚さ制限は明文化されていなかったが、内容品は紙片状のものに限定されていた。
郵便オプションは速達、書留（一般または簡易）、引受時刻証明、配達証明、内容証明、特別送達、特定記録、本人限定受取、年賀特別郵便、配達日指定を付加することができる。
かつては折り加工をした状態で販売されていたが、需要増加による生産委託先の変更・拡大により、2022年3月下旬より開いた状態で販売している。仕様変更後は折り線や折り方の説明書きが印刷で付け加えられている。
よくある使い方としては、通信文とともに数枚の写真・広告・案内状を同封するということが多い。また、はがきと同額で封筒として配送できるという点から2020年頃からはフリマサービス等でトレーディングカード類やキャラクターシール類等を売買する際の配送手段として用いられるケースが増えており、2020年度に前年度比20%増、2021年度に5%増と売り上げが拡大した。このような配送手段が広まったことから、郵便書簡のサイズに合わせた補強用段ボール板を販売する会社も現れている。
本商品の基本的な購入場所は郵便局窓口であり、そこ以外での取扱店が極端に少ない。

## 歴史
1900年に制定された封緘葉書に由来する。その後、1948年に封緘葉書は、便箋兼用の切手付き封筒に制度が改められ、料額印面部分を切り離すことで切手として使用することができた。翌1949年、切手付き封筒が簡易書簡に、更に1958年には簡易てがみの制度に改められた。現行の郵便書簡は、簡易てがみに替わり、1966年7月1日の郵便法改正（昭和41年法律第81号）によって導入された。郵便書簡は、従来の簡易てがみと異なり、料額印面部分を切り取って使用することができなくなった。